# Retrait narcissique
Pour les enfants, le retrait narcissique peut être décrit comme « une forme d'omnipotence narcissique caractérisé par le détournant des figures parentales et le fantasme que les besoins essentiels peuvent être satisfaits par l'individu lui-même ».
Pour les adultes, dans la littérature contemporaine, le terme « retrait narcissique » est plutôt réservé à la défense de l'ego pour les personnalités pathologiques. Ces narcissiques peuvent se sentir obligés de se retirer de toute relation.

## Psychanalyse
Freud emploie le terme pour « décrire le retournement de la libido de l'objet vers eux-mêmes, comme dans la régression narcissique ». Pour le narcissisme a exploré l'idée par l'examen d'événements quotidiens comme la maladie ou le sommeil : « l'état de sommeil ressemble à celui de la maladie dans ce qui implique un repli narcissique des positions de la libido vers le sujet lui-même ». Quelques années plus tard, dans Deuil et Mélancolie, la plus grande contribution de Freud à la théorie des relations d'objet, il a examiné la manière dont procédé le retrait de la libido sur une base narcissique dans la dépression, ce qui pourrait permettre à la fois une congélation, mais aussi une préservation de l'affection.
Otto Fenichel étendra son analyse aux conditions borderline en démontrant comment, dans un retrait réactif de la libido, une régression du narcissisme est une régression vers l'omnipotence narcissique primaire qui prend alors la forme de la mégalomanie.
Pour Melanie Klein, cependant, un élément plus positif apparait : « la frustration, qui stimule le retrait narcissique, est aussi un facteur fondamental dans l'adaptation à la réalité. » De façon similaire, Winnicott souligne qu'il y a un aspect du retrait qui est sain, estimant qu'il pourrait être utile de penser le retrait comme une condition dans laquelle la personne (enfant ou adulte) détient une partie régressive du soi, au détriment des relations externes.
Cependant, depuis le milieu du vingtième siècle, l'attention se focalise sur le cas où le repli narcissique est une solution défensive, un refuge précaire, une défense contre un objet décevant ou indigne de confiance. Il se trouve dans les études de personnalités narcissiques ou borderlines par des auteurs tels que Heinz Kohut ou Otto Kernberg.
Kohut a considéré que l'individu narcissiquement vulnérable répond à un nombre réel (ou anticipé) de blessures narcissiques en se servant, soit du retrait honteux, soit de la rage narcissique. Kernberg a perçu la différence entre le narcissisme normal et le narcissisme pathologique comme étant un retrait vers un « épatant isolement » dans ce dernier cas ; alors que Herbert Rosenfeld a été préoccupé par les « états de retrait couramment observés chez les patients narcissiques où la mort est idéalisée comme étant supérieure à la vie », ainsi que par « l'alternance des états de replis narcissiques et de désintégrations de l'ego ».

### Retrait schizoïde
Étroitement liée au retrait narcissique, le trouble de la personnalité schizoïde est l'évasion de trop grandes pressions en supprimant totalement les relations affectives. Tous ces besoins de « refuges » sont des formes de famines émotionnelles, de mégalomanies et de distorsions de la réalité, nées de la peur.

## Sociologie
Les narcissiques s'isolent eux-mêmes, quittent leur famille, ignorent les autres, font tout pour préserver leur sens spécial du soi On peut dire que tout retrait narcissique est hanté par son alter ego : le fantôme d'une présence sociale complète, un continuum qui va du degré maximal de l'engagement social à un degré maximal de retrait social '.
Si de tous les modes de repli narcissique, la dépression est la plus invalidante, on peut ajouter que les personnes déprimées viennent à apprécier l'effort social qui est considéré comme nécessaire pour garder sa place dans la société.

## Thérapie
La théorie des relations d'objet verrait dans la thérapie une manière, pour le thérapeute, de permettre à son patient de resituer l'objet purement schizoïde à l'objet schizoïde partagé jusqu'à ce que la relation d'objet (discuter, argumenter, idéaliser, haïr, etc) émerge.
Fenichel a considéré que chez les patients pour qui la régression narcissique est une réaction à des blessures narcissiques véritables, et qui potentiellement pourraient développer d'autres types de réactions, la thérapie peut énormément les aider Neville Symington a cependant estimé que "souvent, une sorte de guerre se développe entre l'analyste et le patient, avec l'analyste qui essaye de transporter le patient hors du cocon (son enveloppe narcissique), et le patient allant de toutes ses forces dans l'autre sens".

## Analogies culturelles
- Dans Jamais je ne t'ai promis un jardin de roses, le thérapeute du protagoniste dit : "s'il y avait un pattern : vous livrez un secret, puis vous devenez tellement effrayé que vous retournez dans votre panique ou dans votre monde secret. Pour y vivre."[22]
- Plus généralement, les années 1920 ont été décrites comme une "période de changements dans laquelle les femmes ont été canalisés vers le retrait narcissique plutôt que le développement de leur ego"[23].

## Lecture supplémentaire
- D. W. Winnicott, "Withdrawal and regression" in Collected Papers (London 1958)